# Sinivuori
Sinivuori este o arie protejată (arie specială de conservare — SAC, sit de importanță comunitară — SCI) din Finlanda întinsă pe o suprafață de 97 ha, integral pe uscat.

## Localizare
Centrul sitului Sinivuori este situat la coordonatele 61°34′30″N 24°43′42″E / 61.575°N 24.7283°E.

## Înființare
Situl Sinivuori a fost declarat sit de importanță comunitară în august 1998 pentru a proteja 1 specie de plante și 1 specie de animale. Situl a fost protejat și ca arie specială de conservare în aprilie 2015.

## Biodiversitate
Situată în ecoregiunea boreală, aria protejată conține 3 habitate naturale: Taiga vestică, Păduri fino-scandinave bogate în ierburi cu Picea abies, Mlaștini împădurite.
La baza desemnării sitului se află mai multe specii protejate:
- plante (1): Cinna latifolia
- mamifere (1): veveriță zburătoare siberiană (Pteromys volans)

Pe lângă speciile protejate, pe teritoriul sitului au mai fost identificate 4 specii de plante, 12 specii de păsări, 4 specii de nevertebrate.